# Поньгома (станция)
По́ньгома — станция (тип населенного пункта) в составе Куземского сельского поселения Кемского района Республики Карелия .

## Общие сведения
Станция расположена на перегоне Беломорск—Чупа.

## Население
| 2002 | 2009 | 2010 | 2013 |
| ---- | ---- | ---- | ---- |
| 4    | ↘2   | ↘1   | →1   |